# Los Jaivas en Argentina
Los Jaivas En Argentina es un álbum grabado en vivo por la banda chilena Los Jaivas, durante una serie de conciertos de promoción en el año 1983. 
Los tres conciertos realizados en el Estadio Obras Sanitarias de Buenos Aires, con lleno completo, consolidaron el éxito que había conseguido el grupo chileno en su estadía en Argentina, propagando su fama por toda Latinoamérica. Los conciertos, aunque abarcan una gran parte de su carrera musical, se dedican principalmente a la promoción de sus últimos discos (Alturas de Machu Picchu, de 1981 y Aconcagua, de 1982), y demuestran los arreglos impecables y enérgicos que el grupo ocupaba en la época.
A pesar de su carácter de testimonio histórico y de entendimiento del sonido Jaiva en los años 80, el disco es muy difícil de encontrar. Sólo existe su edición original en vinilo lanzada por el sello Sazam Records en 1983 y nunca ha sido reeditada en CD. Se ha convertido, por tanto, en uno de los ítemes del grupo más transados a través de los sitios de intercambio de música en internet.
La empresa argentina Sicamericana S.A. era la dueña de un extenso catálogo de sellos discográficos en el cual se encontraban gran cantidad de obras de artistas como Aníbal Troilo, Eduardo Falú, Astor Piazzolla, Charly García, Pappo, León Gieco, Serú Girán y Los Jaivas, entre otros. Esta empresa quebró en 1993 por esta razón el Instituto Nacional de la Música de Argentina (INAMU) comenzó el año 2012 las labores de recuperación y devolución a sus intérpretes del extenso catálogo discográfico que alguna vez perteneció a Sicamericana S.A. Dentro de este contexto el 5 de septiembre de 2017 el Instituto Nacional de la Música de Argentina (INAMU) devolvió a Los Jaivas la propiedad y los derechos del álbum "Los Jaivas En Argentina". El Estado argentino entregó el máster y la licencia del disco a Los Jaivas con lo cual el grupo chileno podrá editarlo por primera vez desde 1983 y además aprovechar el uso de tecnologías modernas para remasterizarlo y/o mejorar su sonido.

## Datos

### Lista de temas
- Letra y música de Los Jaivas, excepto donde se indique
- Arreglos de Los Jaivas

Lado A
1. "Del Aire al Aire" (Alberto Ledo) — 2:37
2. "Intro" — :47
  - Contiene los acordes del tema "Aconcagua" tocados en piano por Claudio Parra, que luego derivan en una marcha que desemboca en el track siguiente
3. "Takirari del Puerto" — 4:26
4. "Cholito Pantalón Blanco" (Luis Abanto Morales) — 5:31
  - Primera edición en disco de un tema que no aparecería en un álbum de Los Jaivas hasta Trilogía: El Reencuentro de 1997, aunque siempre estuvo presente en sus conciertos
5. "El Gavilán" (Violeta Parra) — 11:30

Lado B
1. "Mambo de Machaguay" (Luis Pizarro Cerón) — 4:57
2. "Desde un Barrial" — 6:26
3. "Indio Hermano" — 6:04
4. "Corre Que Te Pillo" — 4:38

### Músicos
- Gato Alquinta: Voz, Guitarra, Bajo, Percusión, Vientos y otros.
- Mario Mutis: Bajo, Guitarra, Percusión, Vientos, Coros y otros.
- Gabriel Parra: Batería, Percusión, Vientos, Coros y otros.
- Claudio Parra: Piano, Percusión, Vientos y otros.
- Eduardo Parra: Minimoog, Teclados, Percusión, Vientos y otros.

- Datos: Q5979851